# Czoło (Na Groń)
Czoło lub Na Groń (821 m) – szczyt w Paśmie Mędralowej w Beskidzie Żywiecko-Orawskim. Czoło znajduje się w bocznym i krętym grzbiecie, który od Jałowca (Mędralowej Zachodniej, 988 m) odchodzi w północno-zachodnim kierunku i poprzez Małą Mędralową (1042 m), Jaworzynę (997 m), Górę Mrowców (Kalików Groń, 916 m), Miziów Groń (874 m) i Czoło (821 m) opada do doliny rzeki Koszarawy w Przyborowiu. Grzbiet ten oddziela należącą do Przyborowa dolinę potoku Przybyłka od należącej do Koszarawy doliny potoku Bystra.
Szczyt Czoła jest lesisty, stoki w większości również, jednak są na nich polany i zarastające, już nieużytkowane pola uprawne. Prowadzi przez niego zielony szlak z Przyborowa na Mędralową Zachodnią. Powyżej pól w Przyborowie szlak ten w stokach Czoła prowadzi dość stromo przez brzozowo-sosnowe zagajniki, zarośla tarniny, głogu, kaliny, jeżyn (zarośnięte dawne pastwiska i pola). Szczególnie kolorowo jest tutaj jesienią. Na przełęczy między wierzchołkiem Czoła a Miziowym Groniem znajduje się odkryta przestrzeń (łąki) osiedla Fujasy z murowaną kapliczką. Miejsce to jest dobrym punktem widokowym. Panorama widokowa na południe obejmuje m.in. takie szczyty Beskidu Żywieckiego jak Pilsko, Rysianka, Romanka, oraz szczyty Beskidu Śląskiego.
Według regionalizacji Polski opracowanej przez Jerzego Kondrackiego Czoło znajduje się w Paśmie Mędralowej należącym do Beskidu Makowskiego. Na mapach i w przewodnikach turystycznych Pasmo Jałowieckie zaliczane jest zazwyczaj do Beskidu Żywieckiego, w najnowszej regionalizacji z 2018 roku do Beskidu Żywiecko-Orawskiego. Znajduje się w granicach wsi Koszarawa w województwie śląskim, w powiecie żywieckim, w gminie Koszarawa.

## Szlak turystyczny
Przyborów – Czoło – Miziów Groń – Góra Mrowców – Jaworzyna – Jałowiec (Mędralowa Zachodnia). Czas przejścia 2:20 h, ↓ 1:45 h